# Casinò di Campione

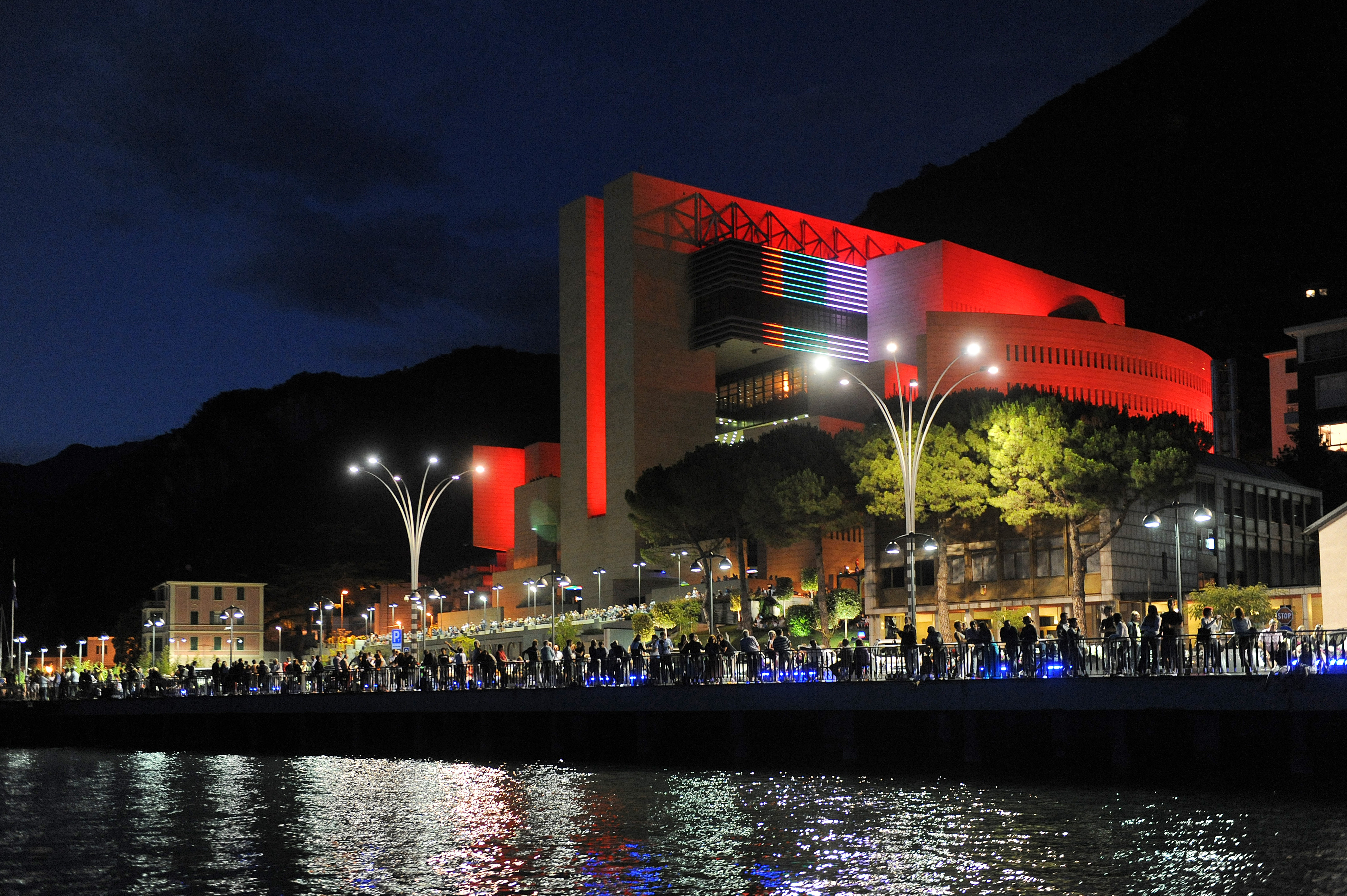
Kasyno w nocy

Casinò di Campione – kasyno w Campione d’Italia, w Lombardii, we Włoszech. Po modernizacji z 2007 roku jest największym w Europie. Założone w 1917 roku, ogłoszono je bankrutem 27 lipca 2018 roku i zamknięto. Ponownie otwarto je 26 stycznia 2022 roku po trzech latach przerwy.

## Historia
Pierwotnie kasyno powstało w 1917 roku. Celem jego powstania była chęć pozyskiwania w nim poufnych informacji od zagranicznych dyplomatów. Projektantem budynku był Americo Marazzi. Po dwóch latach działalności, 19 lipca 1919 roku kasyno zostało jednak zamknięte. Ponowne otwarcie kasyna nastąpiło 2 marca 1933 roku. W 2007 roku w pobliżu starego kasyna otwarto nowy budynek, zaprojektowany przez Mario Bottę, do którego przeniesiono kasyno. Od tego czasu jest ono największym w Europie. Kasyno jest ponadto największym pracodawcą w Campione d’Italia i jedynym kasynem w tej miejscowości.
27 lipca 2018 roku sąd w Como ogłosił upadłość kasyna w Campione d’Italia, a zarządzanie nim przejęli syndycy. Wniosek złożyła prokuratura z Como z powodu braku płatności wobec gminy Campione – jedynego udziałowca. Zadłużenie wynosiło 132 mln euro, w tym 22 mln wobec gminy.
Wcześniej, w lutym 2018, zwolniono 109 z 492 pracowników w odpowiedzi na wniosek o upadłość. Po upadku kasyna gmina ogłosiła niewypłacalność, rada miejska została rozwiązana, a 86 z 102 pracowników urzędu – zwolnionych. Zwolnienia zatwierdziła Rada Stanu w Rzymie.
Zamknięcie kasyna i redukcja zatrudnienia doprowadziły do załamania lokalnej gospodarki i odpływu turystów. Zamknięto przedszkole i centrum seniora, a pracownicy gminy zgłaszali opóźnienia w wypłatach i brak środków na usługi publiczne.
Kasyno zostało ponownie otwarte 26 stycznia 2022 roku.